# توشیوکی واتانابه
توشیوکی واتانابه (انگلیسی: Toshiyuki Watanabe؛ زادهٔ ۳ فوریهٔ ۱۹۵۵) آهنگساز اهل ژاپن است.